# Gladiogobius ensifer
Gladiogobius ensifer es una especie de peces de la familia de los Gobiidae en el orden de los Perciformes.

## Morfología
Los machos pueden llegar a alcanzar los 7,5 cm de longitud total.

## Hábitat
Es un pez de Mar y, de clima tropical y asociado a los  arrecifes de coral.

## Distribución geográfica
Se encuentran en Indonesia, el Japón (incluyendo las Islas Ryukyu), las Maldivas, República de Palau, Papúa Nueva Guinea , las Filipinas, las Seychelles, las Islas Salomón y Tailandia.